# Eucharitolus
Eucharitolus es un género de escarabajos longicornios de la tribu Acanthocinini.

## Especies
- Eucharitolus bellus (Melzer, 1927)
- Eucharitolus depressus Botero & Monne, 2012
- Eucharitolus dorcadioides (White, 1855)
- Eucharitolus geometricus (Tippmann, 1960)
- Eucharitolus lecossoisi Audureau & Demez, 2015
- Eucharitolus lituratus (Melzer, 1934)
- Eucharitolus longus Botero & Monne, 2012
- Eucharitolus pulcher Bates, 1885
- Eucharitolus spilotus Botero & Monne, 2012